# Liste der Einträge im National Register of Historic Places im Calhoun County (West Virginia)
Diese Liste der Einträge im National Register of Historic Places im Calhoun County (West Virginia) enthält alle im Calhoun County, West Virginia in das National Register of Historic Places eingetragenen Gebäude, Bauwerke, Objekte, Stätten oder historischen Distrikte.
Diese Liste entspricht dem Bearbeitungsstand des National Park Service/National Register of Historic Places vom 4. Oktober 2024.

## Legende
| NRHP | Historic Place |

## Aktuelle Einträge
| [ 2 ] | Name                       | Bild           | Eintragsdatum                  | Lage                                                         | Ort         | Beschreibung |
| ----- | -------------------------- | -------------- | ------------------------------ | ------------------------------------------------------------ | ----------- | ------------ |
| 1     | Alberts Chapel             | weitere Bilder | 15. Apr. 1982 ID-Nr. 82004315  | U.S. Route 33 und U.S. Route 119 38° 48′ 22″ N, 81° 3′ 41″ W | Sand Ridge  |              |
| 2     | Calhoun County High School |                | 11. Apr. 2023 ID-Nr. 100008819 | 101–103 School St. 38° 55′ 11,6″ N, 81° 5′ 35,9″ W           | Grantsville |              |